# Trichoplusia lectula
Trichoplusia lectula är en fjärilsart som beskrevs av Walker 1858. Trichoplusia lectula ingår i släktet Trichoplusia och familjen nattflyn. Inga underarter finns listade i Catalogue of Life.